# Чернушка хамар-дабанская
Чернушка хамар-дабанская, или чернушка хамардабанская (лат. Erebia dabanensis) — дневная бабочка из семейства бархатниц, вид рода Erebia. Длина переднего крыла 18 — 24 мм. Половой диморфизм выражен относительно слабо.

## Этимология названия
Dabanensis (топонимическое) — хамар-дабанская — типовая местность вида хребет Хамар-Дабан (окрестности Слюдянки), Забайкалье (Россия).

## Описание
Размах крыльев 33—43 мм. Фоновый цвет верхней стороны крыльев у самца — тёмно-бурый, немного более светлый у внешнего края каждого крыла. Прикраевая перевязь образована обособленными черными пятнами (приблизительно одинакового размера), находящимися в оранжевой кайме. На переднем крыле обычно четыре подобных пятна, на заднем — три. Бахромка крыльев однотонная, коричневатая. Окраска самки является более светлой и туской: рыжие оправы черных пятен на переднем крыле расширены и почти сливаются между собой, образуя единое охристо-жёлтое поле.

## Ареал и места обитания
Полярный Урал, плато Путорана, горы Восточной Сибири, север Дальнего Востока, Прибайкалье, Северо-восточное Забайкалье, северо-запад Приамурья, Камчатка. Бабочки населяют каменистые и лишайниковые горные тундры, реже встречаются в ерниковых и мохово-кустарничковых тундрах.

## Биология
Двухгодичная генерация. В год развивается одно поколение. Время лёта — с конца июня по середину июля. Бабочки часто садятся на каменистые россыпи, летают у скалистых участков на горных плато. Активны даже в ветреную холодную погоду. Бабочки питаются нектаром на цветках багульника (Ledum palustre), астрагалов (Astragalus) и других растений. Яйца откладываются самкой по одному на стебли кормовых растений, их развитие длится около 8 — 12 дней. Гусеница зимует первый раз после второй линьки. Кормовые растения гусениц: мятлик, лядник.